# Port lotniczy Yaoundé Nsimalen
Yaoundé Nsimalen – międzynarodowy port lotniczy w stolicy Kamerunu - Jaunde. 

## Linie lotnicze i połączenia
| Linia Lotnicza     | Kierunek                                                                                  |
| ------------------ | ----------------------------------------------------------------------------------------- |
| AfriJet            | 1. Libreville                                                                             |
| Air Côte d'Ivoire  | 1. Abidżan 2. Douala                                                                      |
| Air France         | 1. Paryż-Charles de Gaulle                                                                |
| ASKY Airlines      | 1. Abudża 2. Libreville 3. Lomé 4. Ndżamena                                               |
| Brussels Airlines  | 1. Bruksela                                                                               |
| Camair-Co          | 1. Bamenda 2. Bangi 3. Douala 4. Garoua 5. Libreville 6. Maroua 7. Ndżamena 8. Ngaoundéré |
| Ethiopian Airlines | 1. Addis Abeba                                                                            |
| Royal Air Maroc    | 1. Casablanca                                                                             |
| Turkish Airlines   | 1. Stambuł                                                                                |